# Du bist sowas von nicht zu meiner Bat-Mizwa eingeladen
Du bist sowas von nicht zu meiner Bat-Mizwa eingeladen (Originaltitel You Are So Not Invited To My Bat Mitzvah) ist ein US-amerikanischer Spielfilm aus dem Jahr 2023 von Regisseurin Sammi Cohen mit Sunny Sandler, Samantha Lorraine, Idina Menzel, Jackie Sandler, Adam Sandler, Sadie Sandler und Dylan Hoffman. Das Drehbuch von Alison Peck basiert auf dem 2005 veröffentlichten Jugendbuch You Are So Not Invited to My Bat Mitzvah! von Fiona Rosenbloom. Die Coming-of-Age-Filmkomödie wurde am 25. August 2023 auf Netflix veröffentlicht.

## Handlung
Die zwölfjährige Stacy Friedman steht gemeinsam mit ihrer besten Freundin Lydia Rodriguez Katz kurz vor ihrer Bat-Mizwa, der Feier zur Religionsmündigkeit für jüdische Mädchen. Die beiden träumen schon lange von einem legendären Fest. Neben Stacys Eltern Danny und Bree, ihrer Schwester Ronnie und weiteren Verwandten sollen auch Freundinnen und Klassenkameraden mit von der Partie sein.
Stacy ist zwar voller Vorfreude, wird allerdings langsam auch nervös und ist von der Suche nach dem perfekten Kleid gestresst. Heimlich schwärmt sie für Andy Goldfarb, sie fragt sich, ob er sie während der Party zum Tanz auffordern wird. Allerdings läuft nicht nur organisatorisch einiges schief, sondern sie muss auch mitansehen, wie sich Lydia und Andy küssen. Die Freundschaft von Stacy und Lydia wird in der Folge auf die Probe gestellt.

## Synchronisation
Die deutsche Synchronisation übernahm die FFS Film- & Fernseh-Synchron. Das Dialogbuch schrieb Christian Kähler, Dialogregie führte Katrin Fröhlich.
| Rolle                | Darsteller        | Synchronsprecher         |
| -------------------- | ----------------- | ------------------------ |
| Danny Friedman       | Adam Sandler      | Dietmar Wunder           |
| Bella                | Bunny Levine      | Luise Lunow              |
| Bree Friedman        | Idina Menzel      | Katrin Fröhlich          |
| Cantor Jerry         | Dan Bulla         | Manuel Straube           |
| DJ Schmuley          | Ido Mosseri       | Dennis Herrmann          |
| Eli Katz             | Luis Guzmán       | Michael Iwannek          |
| Gabi Rodriguez Katz  | Jackie Sandler    | Anna Carlsson            |
| Irene                | Jackie Hoffman    | Kerstin Sanders-Dornseif |
| Jacob                | Oscar Chark       | Jonas Schmidt-Foß        |
| Julie                | Beth Hall         | Sabine Falkenberg        |
| Kym Chang Cohen      | Miya Cech         | Magdalena Montasser      |
| Lydia Rodriguez Katz | Samantha Lorraine | Lana Finn Marti          |
| Ronnie Friedman      | Sadie Sandler     | Alice Bauer              |
| Stacy Friedman       | Sunny Sandler     | Lucy Fandrych            |
| Sylvia               | Allison McKay     | Marianne Groß            |

## Produktion und Hintergrund
Der Film wurde von Happy Madison Productions und Alloy Entertainment produziert, als Produzenten fungierten Tim Herlihy, Elysa Koplovitz Dutton, Leslie Morgenstein und Adam Sandler. Die Dreharbeiten fanden von Juni bis August 2022 in Toronto in Kanada statt. Die Kamera führte Ben Hardwicke, die Musik schrieben Este Haim und Amanda Yamate, die Montage verantworteten Jamie Keeney und Brian Robinson. Das Kostümdesign gestaltete Jordy Scheinberg.
Für Regisseurin Sammi Cohen war es nach Crush (2022) mit Rowan Blanchard der zweite Langspielfilm, zuvor hatte sie Kurzfilme und Fernsehserien inszeniert. Für die Hauptrolle der Stacy Friedman wurde Adam Sandlers Tochter Sunny Sandler besetzt, deren Schwester Sadie Sandler spielt auch im Film deren Schwester Ronnie.

## Rezeption

### Kritiken
Die Kritiken von US-Branchenblättern wie The Hollywood Reporter und Variety sowie United Press International waren positiv. Courtney Howard von Variety meinte, das Regisseurin und Drehbuchautorin dieser urkomischen, herzzerreißenden Adaption von Fiona Rosenblooms Roman eine erhebende, sprudelnde Vision und Vitalität verleihen würden.
Pete Hammond zog auf deadline.com einen Vergleich mit der im April 2023 veröffentlichten Romanverfilmung Are You There God? It’s Me, Margaret., außerdem sei der Einfluss von John Hughes spürbar. Produzent Adam Sandler habe die richtigen kreativen Elemente verwendet, um diese Jugendbuchaption zu einem absoluten Vergnügen zu machen. Der Film funktioniere auch deshalb so gut, weil er stark in den Realitäten dieser besonderen Teenagerwelt und der TikTok-Generation verankert sei. Außerdem lobte er das Darstellerensemble, insbesondere die Leistung von Sunny Sandler.
Oliver Armknecht vergab auf film-rezensionen.de 7 von 10 Punkten. Abgesehen von dem jüdischen Kontext erzähle der Film nichts, was man nicht schon kenne. Aber die Roman-Adaption sei schön, charmant und habe einige witzige Einfälle.
Robert Wagner lobte auf critic.de die darstellerische Leistungen von Sadie und Sunny Sandler und meinte, dass der Film Hoffnung mache, dass dies nur der Beginn der Ausweitung des sandlerischen Familienkinos sei.
Simone Meier dagegen kritisierte den Film auf watson.ch die Produktion als genauso platt wie alle Filme von Adam Sandler.

### Abrufzahlen
In der Woche vom 21. bis zum 27. August 2023 erreichte der Film 12,3 Millionen Views und belegte damit hinter The Monkey King und Heart of Stone den dritten Platz der weltweiten Netflix-Charts.
Im Ranking von digital i belegte der Film im August 2023 mit einer Average Audience von rund 604.000 Haushalten in Deutschland Platz 14.

### Auszeichnungen
Nickelodeon Kids’ Choice Awards 2024
- Nominierung als Bester Schauspieler (Adam Sandler)

People’s Choice Awards 2024
- Nominierung als Bester Darsteller in einer Filmkomödie (Adam Sandler)[16]